# Saint-Éloi (Belgique)
Pour les articles homonymes, voir Saint-Éloi.
Saint-Éloi ou Sint-Elooi est un village de la ville belge d'Ypres, en province de Flandre-Occidentale.

## Histoire
Le village se situe à 5 km au sud d'Ypres. Le village et les localités voisines de Voormezele et Hollebeke ont fusionné pour s'appeler Zillebeke en 1970.
Durant la Première Guerre mondiale vers Ypres, le village est le site de la bataille d'Ypres (1915) entre les forces allemandes et alliées. Au printemps 1915, des combats souterrains constants débutent dans la région d'Ypres. Les Allemands ont construit un vaste système de tunnels défensifs et minent les tranchées britanniques aux niveaux intermédiaires. En mars 1915, ils tirent des mines sous la zone britannique et notamment pendant les combats qui ont suivi entre les 14 au 15 mars 1915. L'infanterie britannique subit environ 500 pertes. Un mois plus tard, le 14 avril 1915, les Allemands tirent une autre mine produisant un cratère de plus de 20 m de diamètre. Le contre-minage organisé par les compagnies de tunnels des Royal Engineers a commencé à Saint-Éloi au printemps 1915. La géologie du saillant d'Ypres présente une couche caractéristique d'argile sableuse qui met de très fortes pressions d'eau et de sable humide sur les ouvrages souterrains et rend l'extraction en profondeur extrêmement difficile. Après les succès allemands au Bluff, les Britanniques décident d'utiliser les mines profondes à Saint-Éloi dans le cadre d'une opération locale entre le 27 mars et le 16 avril 1916. Cependant, l'opération d'infanterie britannique d'accompagnement est un échec, le problème résidant dans l'incapacité des Alliés à maintenir des positions dans les cratères après leur capture. 
En 1917, les Canadiens remplacent les Britanniques dans le secteur. 
Après les actions des cratères de Saint-Éloi, l'extraction minière et le contre-minage à Saint-Éloi se poursuivirent à un rythme soutenu. En préparation pour la bataille de Messines en 1917, les Britanniques entament une offensive minière contre les lignes allemandes au sud d'Ypres. Vingt-six mines creusées en même temps par des compagnies de tunneliers des Royal Engineers, dont la plupart explosent le 7 juin 1917, créent 19 grands cratères. La plus grande de ces mines se situe à Saint-Éloi, creusée par la 1st Canadian Tunneling Company. Le cratère fait 42 mètres de diamètre, à l'extrémité d'une galerie de 408 mètres de long et chargé de 43 400 kilogrammes d'ammonal. Les travaux de construction ont commencé le 16 août 1915 et se sont achevées le 11 juin 1916. Le 7 juin 1917, lorsque la Canadian Tunneling Company tire la grande mine profonde de Saint-Éloi, elle détruit certains des premières cratères de 1916. La détonation a permis la capture des lignes allemandes à Saint-Éloi par la 41e division d'infanterie (Royaume-Uni).

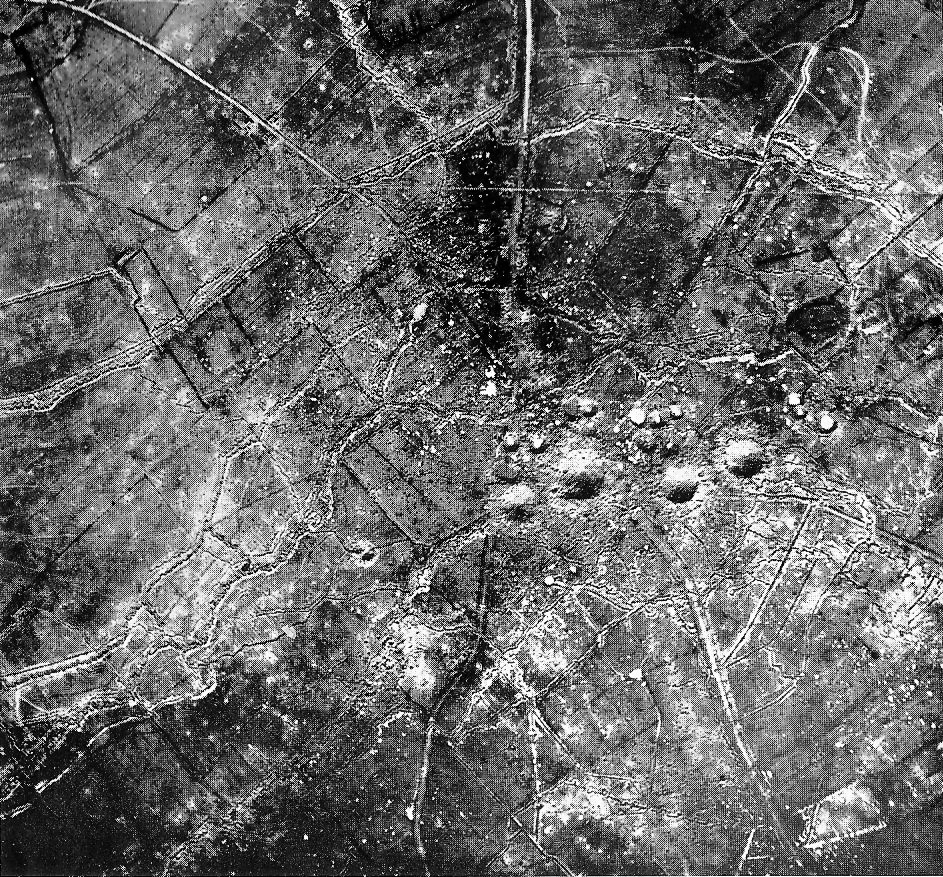
La "Position St. Eloi" le 1er avril 1916 (photo aérienne).
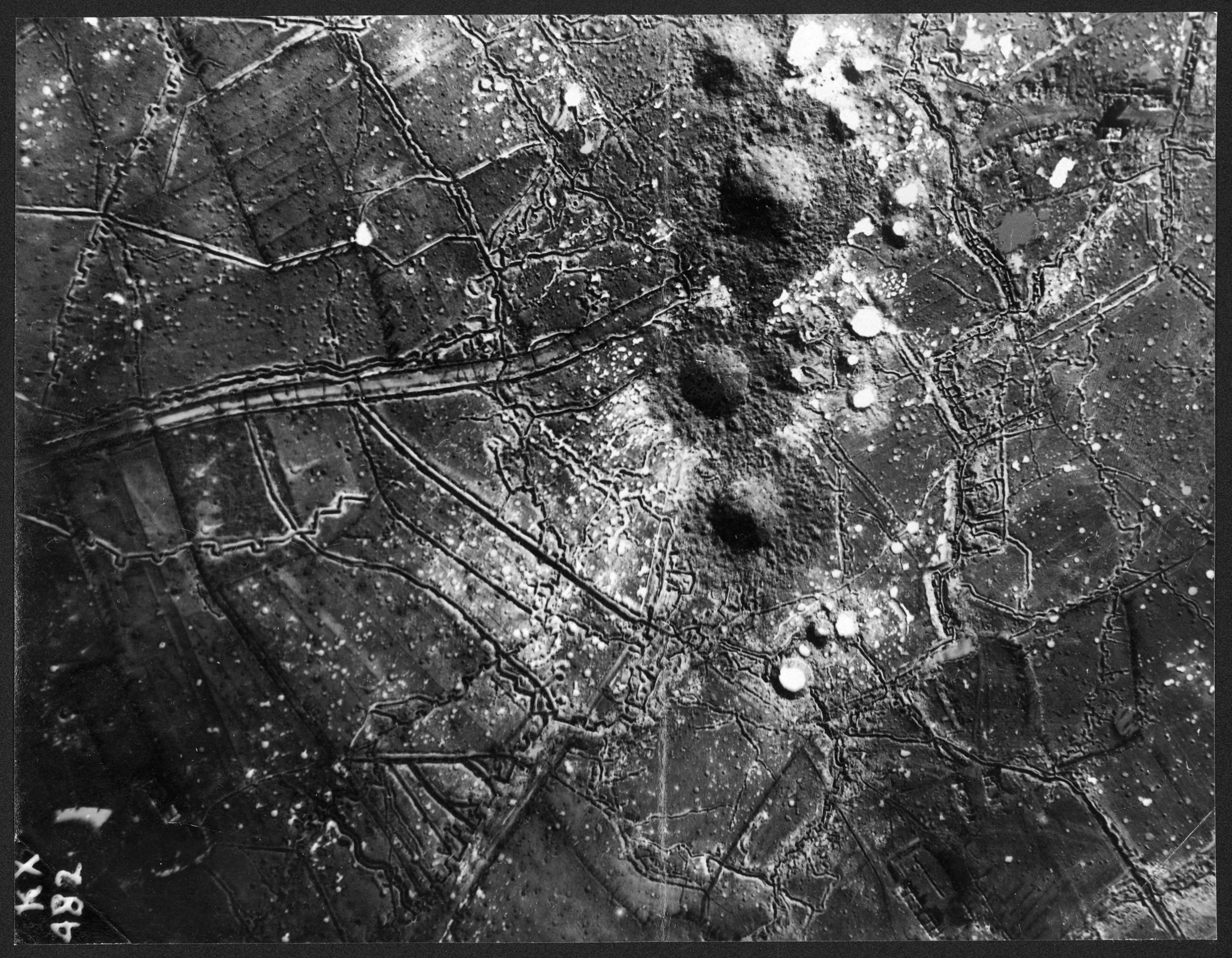
Vue de Saint-Éloi le 27 mars 1916.
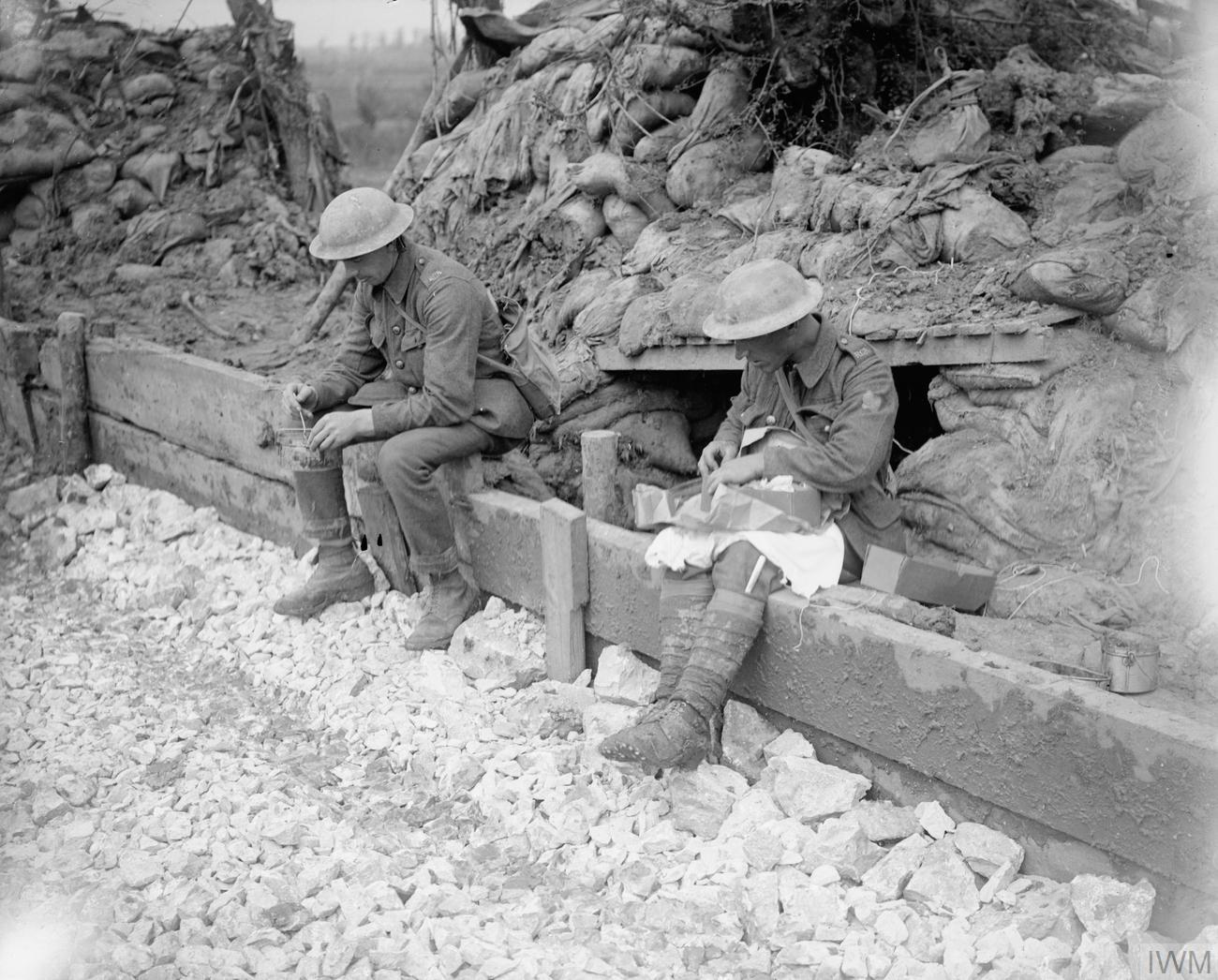
L'artillerie royal à Saint-Éloi, 11 août 1917.
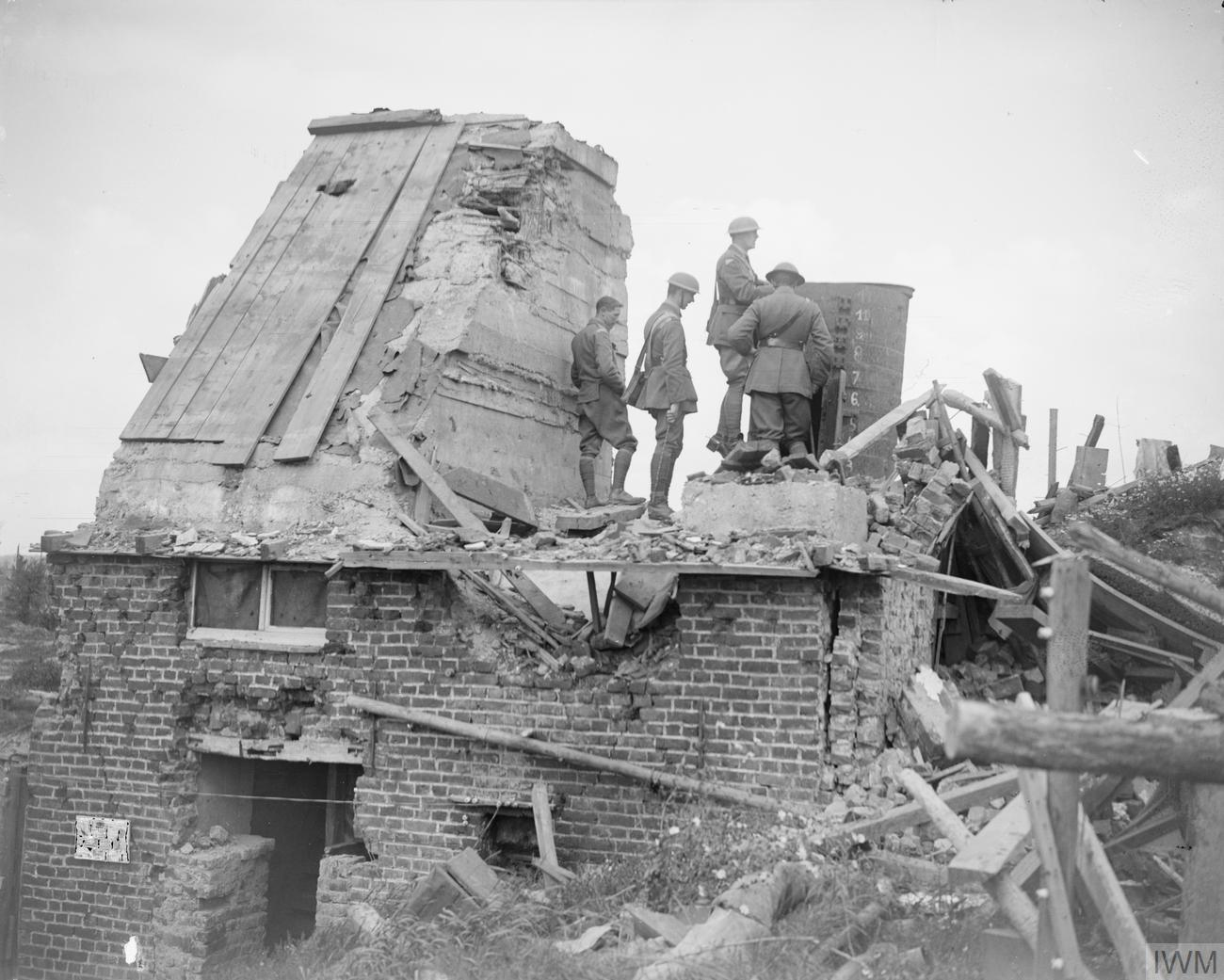
Officier britannique en 11 août 1917.
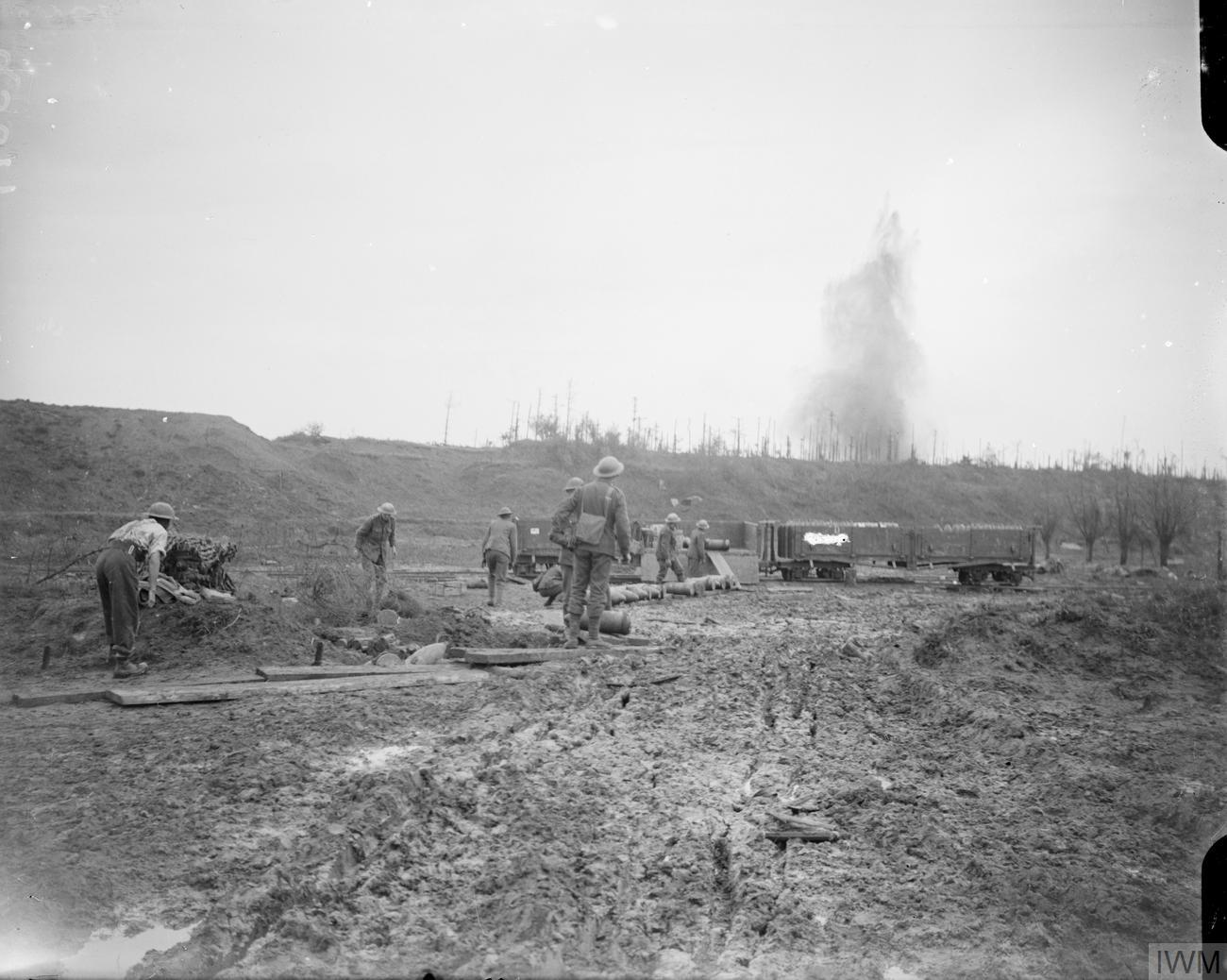
Britanniques en 11 août 1917.
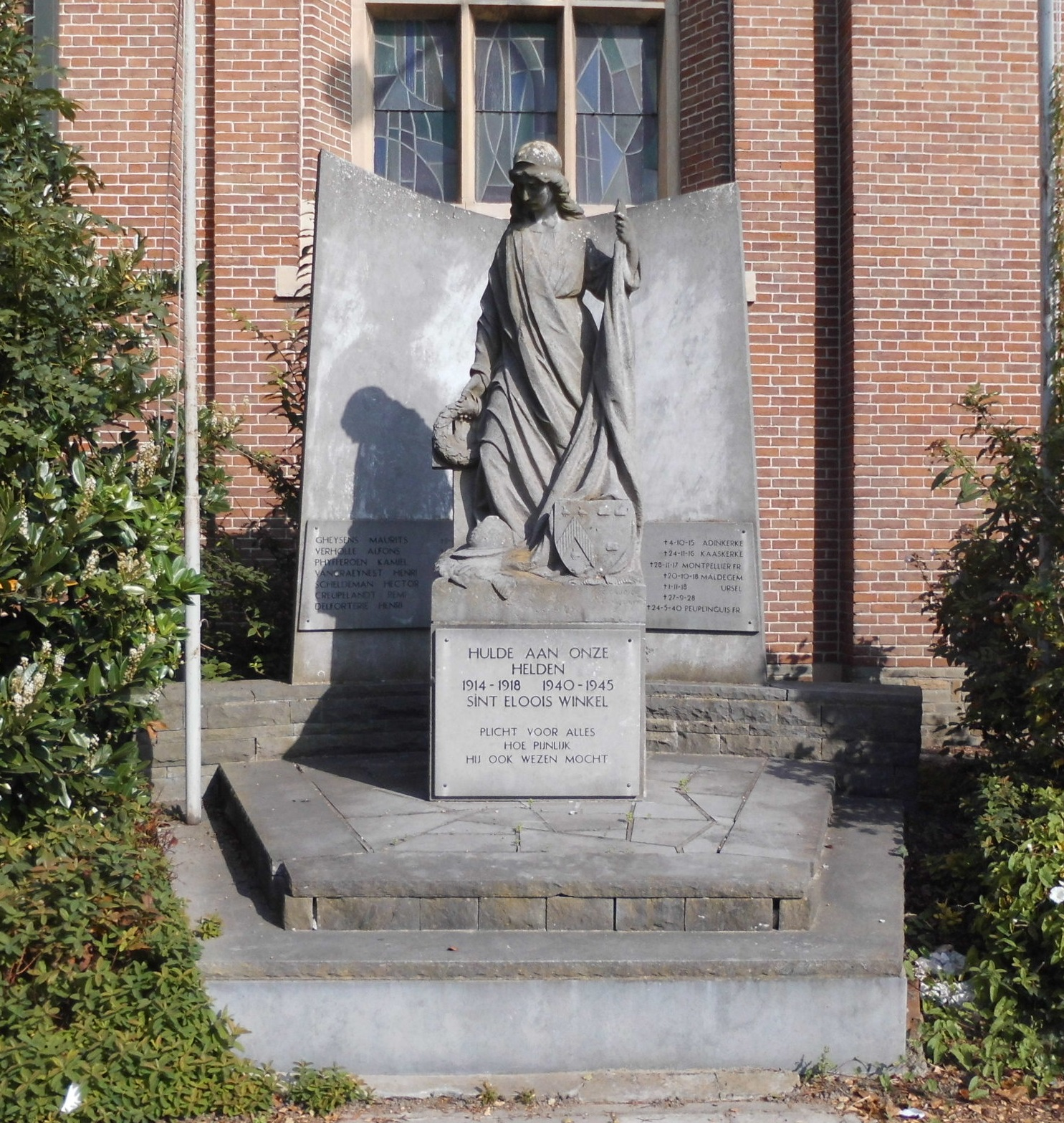
Monument aux morts.
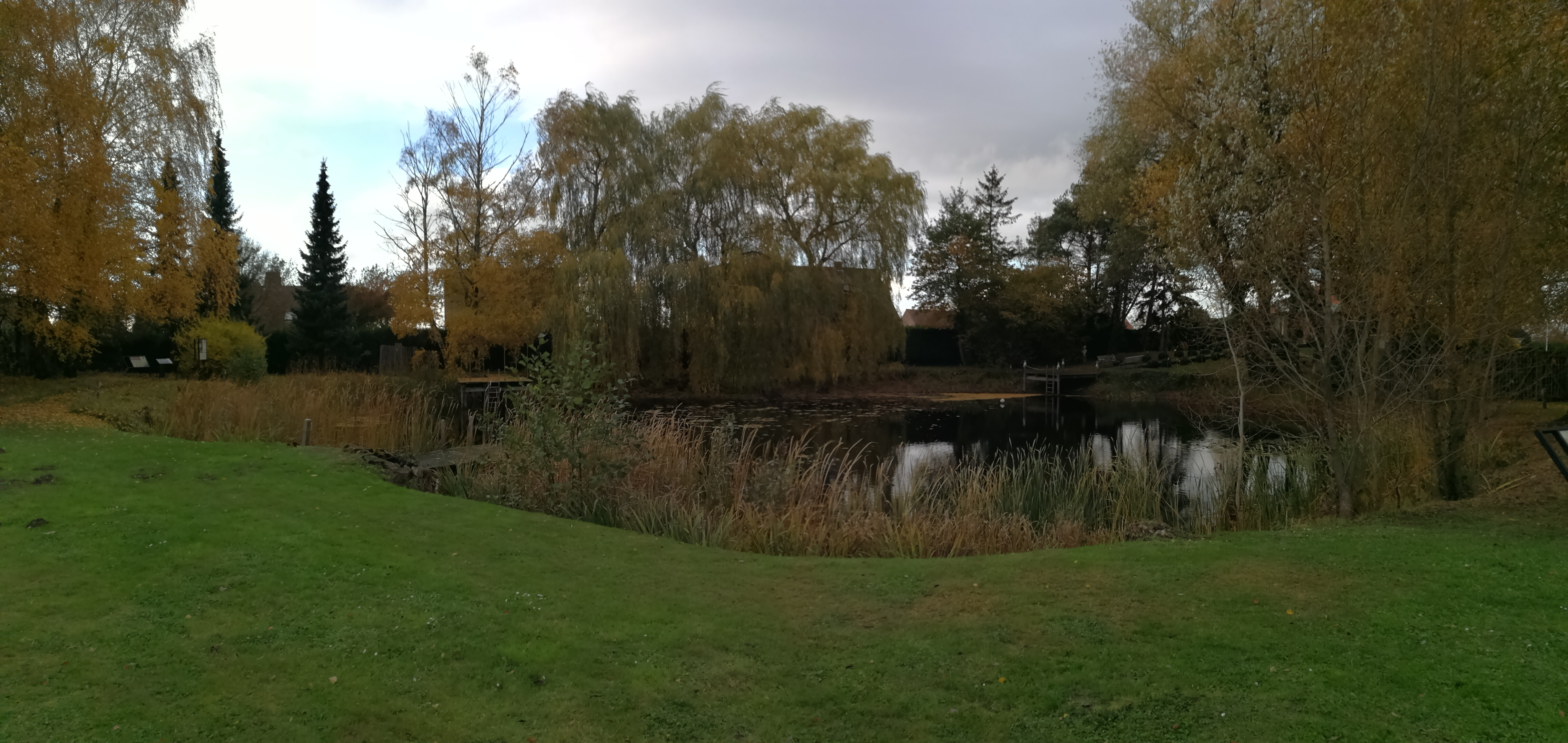
Cratère de mine à Saint-Éloi prise en panorama. Le cratère est aujourd'hui une mare entre des terrains privés, où il est possible d'accéder à partir de la route.